# Parafia św. Antoniego w Brzegach
Parafia Świętego Antoniego w Brzegach – parafia rzymskokatolicka należąca do dekanatu Białka Tatrzańska archidiecezji krakowskiej.

## Historia
Kościół powstawał w latach 1949-52 pod nadzorem architekta Ludwika Czarniaka. Został on zbudowany z drewna w stylu góralskim. Autorami obrazów znajdujących się w świątyni są m.in. Jerzy Duda-Gracz czy Rudolf Jokiel. 
Do 2001 roku kościół należał do parafii w Białce Tatrzańskiej. Staraniem o. Eugeniusza Śliwki, w Brzegach utworzono odrębną parafię, od tej pory posługują w niej księża z zakonu werbistów. 

## Proboszczowie
Funkcję proboszcza parafii w Brzegach sprawowali:
- o. Stanisław Łomnicki SVD (2001-2007)
- o. Stanisław Zyśk SVD (2007-2013)
- o. Konrad Duk SVD (2013-2019)
- o. Artur Bodziony SVD (od 2019)